# 鳥が丘
鳥が丘（とりがおか）は、神奈川県横浜市戸塚区の町名。丁番を持たない単独町名である。住居表示未実施区域。

## 地理
戸塚区の西部に位置し、東半分は上矢部町、西に横浜市泉区白百合、南に矢部町、北に泉区領家と接している。

### 地価
住宅地の地価は、2025年（令和7年）1月1日の公示地価によれば、鳥が丘34番9の地点で21万5000円/m²となっている。

## 歴史

### 沿革
- 1978年（昭和53年）8月27日 - 土地区画整理事業に伴い、上矢部町、矢部町の各一部から鳥が丘を新設設置[7]。
- 1988年（昭和63年）1月10日 - 土地区画整理事業に伴い、鳥が丘の一部を泉区領家二丁目、領家四丁目へ編入[8]。

## 世帯数と人口
2025年（令和7年）6月30日現在（横浜市発表）の世帯数と人口は以下の通りである。
| 町丁   | 世帯数    | 人口    |
| ------ | --------- | ------- |
| 鳥が丘 | 1,484世帯 | 3,318人 |

### 人口の変遷
国勢調査による人口の推移。
| 年                 | 人口  |
| ------------------ | ----- |
| 1995年（平成7年）  | 3,883 |
| 2000年（平成12年） | 3,738 |
| 2005年（平成17年） | 3,586 |
| 2010年（平成22年） | 3,378 |
| 2015年（平成27年） | 3,267 |
| 2020年（令和2年）  | 3,247 |

### 世帯数の変遷
国勢調査による世帯数の推移。
| 年                 | 世帯数 |
| ------------------ | ------ |
| 1995年（平成7年）  | 1,158  |
| 2000年（平成12年） | 1,198  |
| 2005年（平成17年） | 1,238  |
| 2010年（平成22年） | 1,264  |
| 2015年（平成27年） | 1,267  |
| 2020年（令和2年）  | 1,367  |

## 学区
市立小・中学校に通う場合、学区は以下の通りとなる（2024年11月時点）。
| 番・番地等                                                | 小学校               | 中学校             |
| --------------------------------------------------------- | -------------------- | ------------------ |
| 1番地〜87番地の20 87番地の24〜41・43〜49 87番地の60〜終り | 横浜市立鳥が丘小学校 | 横浜市立領家中学校 |
| 87番地の21〜23・42・50〜59                                | 横浜市立矢部小学校   | 横浜市立戸塚中学校 |

## 事業所
2021年（令和3年）現在の経済センサス調査による事業所数と従業員数は以下の通りである。
| 町丁   | 事業所数 | 従業員数 |
| ------ | -------- | -------- |
| 鳥が丘 | 51事業所 | 376人    |

### 事業者数の変遷
経済センサスによる事業所数の推移。
| 年                 | 事業者数 |
| ------------------ | -------- |
| 2016年（平成28年） | 46       |
| 2021年（令和3年）  | 51       |

### 従業員数の変遷
経済センサスによる従業員数の推移。
| 年                 | 従業員数 |
| ------------------ | -------- |
| 2016年（平成28年） | 280      |
| 2021年（令和3年）  | 376      |

## 施設
- 横浜市立鳥が丘小学校
- 横浜鳥が丘郵便局
- 横浜市戸塚斎場

## その他

### 日本郵便
- 郵便番号 : 244-0001[3]（集配局：戸塚郵便局[18]）

### 警察
町内の警察の管轄区域は以下の通りである。
| 町名   | 街区 | 警察署     | 交番     |
| ------ | ---- | ---------- | -------- |
| 鳥が丘 | 全域 | 戸塚警察署 | 踊場交番 |